# Рокспрінгс (Техас)
Рокспрінгс (англ. Rocksprings) — місто (англ. town) в США, в окрузі Едвардс штату Техас. Населення — 874 особи (2020).

## Географія
Рокспрінгс розташований за координатами 30°1′1″ пн. ш. 100°12′48″ зх. д. / 30.01694° пн. ш. 100.21333° зх. д. (30.017078, -100.213296).  За даними Бюро перепису населення США в 2010 році місто мало площу 3,15 км², з яких 3,15 км² — суходіл та 0,00 км² — водойми.

## Демографія
Згідно з переписом 2010 року, у місті мешкали 1182 особи в 453 домогосподарствах у складі 317 родин. Густота населення становила 375 осіб/км².  Було 558 помешкань (177/км²).
Расовий склад населення:
| - 81,3 % — білих - 1,1 % — корінних американців - 0,9 % — чорних або афроамериканців - 0,4 % — азіатів - 15,0 % — осіб інших рас |

До двох чи більше рас належало 1,3 %. Частка іспаномовних становила 74,5 % від усіх жителів.
За віковим діапазоном населення розподілялося таким чином: 25,2 % — особи молодші 18 років, 57,7 % — особи у віці 18—64 років, 17,1 % — особи у віці 65 років та старші. Медіана віку мешканця становила 40,5 року. На 100 осіб жіночої статі у місті припадало 105,9 чоловіків;  на 100 жінок у віці від 18 років та старших — 99,1 чоловіків також старших 18 років.
Середній дохід на одне домашнє господарство  становив 46 782 долари США (медіана — 34 402), а середній дохід на одну сім'ю — 63 019 доларів (медіана — 52 237). За межею бідності перебувало 15,3 % осіб, у тому числі 22,5 % дітей у віці до 18 років та 23,7 % осіб у віці 65 років та старших.
Цивільне працевлаштоване населення становило 570 осіб. Основні галузі зайнятості: освіта, охорона здоров'я та соціальна допомога — 35,8 %, сільське господарство, лісництво, риболовля — 15,3 %, будівництво — 8,1 %, інформація — 7,5 %.